# Notioscopus sibiricus
Notioscopus sibiricus là một loài nhện trong họ Linyphiidae.
Loài này thuộc chi Notioscopus. Notioscopus sibiricus được Andrei V. Tanasevitch miêu tả năm 2007.